# Zaghe
Die Zaghe sind eine Dynastie des westafrikanischen Gao- oder Songhayreiches, die durch die Inschriften der Stelen von Gao-Saney bezeugt sind. 
Nach neueren Forschungen wurden die Zaghe 1087 aus Ghana vertrieben und etablierten sich anschließend in Gao-Saney, der nordafrikanischen Händlerstadt von Gao am östlichen Nigerknies. Die Zaghe sind nach diesen Forschungen identisch mit den Za (auch: Dia) der beiden Chroniken von Timbuktu, dem Tarikh al-Sudan und dem Tarikh al-Fattash. Als solche herrschten sie als unabhängige Könige bis 1300 und anschließend als abhängige Könige von Mali bis 1430. Ihre Nachfolger waren die Sonni.